# Lex orandi, lex credendi
Lex orandi, lex credendi (иногда полностью Lex Orandi, Lex Credendi, Lex Vivendi) — латинская фраза, означающая «закон молитвы – закон веры». 
Девиз в христианской традиции, который означает, что молитва и вера являются неотъемлемой частью друг друга и что литургия неотделима от теологии. Он относится к отношениям между поклонением и верой, и имеет особенную важность в католической традиции.
Как древний христианский принцип, он обеспечивал меру для развития древних христианских вероучений, канона Священного Писания и других доктринальных вопросов. Он основан на молитвенных текстах Церкви, то есть церковной литургии. В Ранней Церкви литургическая традиция существовала до того, как появилось общее вероучение, и до того, как появился официально санкционированный библейский канон. Эти литургические традиции обеспечили теологическую основу для установления вероучений и канона.
Его упрощенная применимость как самостоятельного принципа, независимого от надежды и милосердия, была прямо отвергнута папой Пием XII, который позиционировал литургию как предоставление теологических доказательств, а не авторитета.
Оригинальная максима содержится в восьмой книге писателя V века Проспера Аквитанского.